# 刘延云
刘延云（1967年—），汉族，中华人民共和国政治人物、第十一届全国政协委员。

## 生平
担任全国工商联常委、河北省工商联副主席。2008年，当选第十一届全国政协委员，代表农业界，分入第三十九组。2018年1月，当选第十三届全国政协委员。